# Dockros
Dockros (Rosa nitida) är en art i familjen rosväxter som förekommer i östra Nordamerika. Arten odlas som trädgårdsväxt i Sverige.
Beståndsbildande lövfällande buske med upprätta grenar, 50–100 cm hög. Barken är ofta rödaktig och har sparsamt med raka taggar och tätt med purpurbruna eller rödaktiga borst. Stipler breda med glandelhåriga tänder. Blad parbladiga med 5–9 delblad, de är elliptiska, 1–3 cm långa, spetsiga, glänsande gröna, kala upptill, kala eller något håriga undertill, kanter med fin tandning. Blommor 1–3, doftande, 4,5–6,5 cm i diameter. Fruktämnet är klibbhårigt. Foderbladen är hela med borst eller glandelhår på baksidan, utbredda, faller efter blomningen. Kronbladen är djupt rosa. Nyponen är mer eller mindre runda, mörkt röda.

## Hybrider
- Dockvresros (R. ×rugotida Belder & Wijnands) är hybriden mellan dockros och vresros (R. rugosa).
- Rosa ×nitiponensis - är hybriden mellan dockros och finnros (R. acicularis var. nipponensis).

## Synonymer
Rosa blanda Pursh nom. illeg.
Rosa nitida f. spinosa W.H.Lewis